# Chorizanthe parryi
Chorizanthe parryi är en slideväxtart som beskrevs av S. Wats.. Chorizanthe parryi ingår i släktet Chorizanthe och familjen slideväxter. Utöver nominatformen finns också underarten C. p. fernandina.